# Гаруда-Вишну-Кенчана (парк)
Гаруда-Вишну-Кенчана (Garuda Wisnu Kencana; аббревиатура GWK) — частный парк в Индонезии, находящийся на полуострове Букит, в южной части острова Бали. Площадь парка составляет 240 гектар. Неподалёку находится аэропорт Нгурах-Рай.

## Статуя
Парк известен благодаря возведению колоссальной статуи бога Вишну. Скульптурная композиция высотой в 146 метров изображает Вишну, сидящего на птице Гаруде. Одна из самых больших статуй в мире и самая большая в Индонезии.
18-22 октября 2018 года состоялось цемеремониальное открытие комплекса.